# Вайтакере Юнайтед
Вайтакере Юнайтед (англ. Waitakere United) — напівпрофесійний новозеландський футбольний клуб з передмістя Вайтакере міста Окленд, який виступає в прем'єр-лізі АСБ. Виступає в даному турнірі з 2004 року. Він був заснований 7 квітня 2004 року, і хоча Вайтакере Юнайтед існує лише кілька років, але команд — одна з найвідоміших в Океанії.
Клуб п'ять разів перемагав у АСБ Прем'єршипі. Найпринциповішим дербі в Океанії є протистояння між Окленд Сіті та Вайтакере Юнайтед.
На континентальному рівні він двічі виграв Лігу чемпіонів ОФК, змагання найвищого рівня серед футбольних клубів Океанії. Вайтакере Юнайтед переміг в Лізі чемпіонів ОФК в сезонах 2007 та 2007/08 років і завдяки цим перемогам двічі виступав на клубних чемпіонатах світу з футболу.

## Історія клубу

### Ранні роки
У 2004 році Федерація Футболу Нової Зеландії здійснила важливий крок для розвитку футболу в країні. Було прийнято рішення про створення Чемпіонату Нової Зеландії з футболу, який буде мати напівпрофесійні команди-учасниці з усієї країни. Одним з регіонів з найбагатшою футбольною історією був Вайтакере, тому 12 клубів зібралися разом, щоб створити другий за величиною напівпрофесійний футбольний чемпіонат Оклендського регіону.
У сезоні 2004/05 років клуб посів друге місце, поступившись у фіналі чемпіонату Окленд Сіті з рахунком 2:3. Але в сезоні 2005/06 років клуб показав найгірший результат за всю свою історію і закінчив Чемпіонат на 6-му місці, набравши лише 22 очка в 21 матчі. Хоча в наступному році «Вайтакере Юнайтед» довів, що це був всього лише крок назад, і виграв регулярний сезон габравши 47 очок в 21 матчі. Але зрештою у Великому Фіналі Окленд Сіті переміг Вайтакере Юнайтед з рахунком 3:2 і здобув чемпіонство.

### Успішний початок
Проте навіть друге місце давало право виступати в Лізі чемпіонів ОФК 2007 році. У цьому розіграші був переможений традиційний суперник АС Монт-Доре. У першому матчі, який проходив у Мба, фіджійці перемогли з рахунком 2:1, але у Новій Зеландії Вайтакере Юнайтед виграв з рахунком 1:0 і завдяки голу на виїзді став переможцем Лізі чемпіонів ОФК.
Цей вагомий міжнародний успіх продовжився здобуттям першого національного титулу. У сезоні 2007/08 клуб посів 1-ше місце, набравши 51 очко і перемогою з рахунком 2:0 над Тім Веллінгтон.
В сезоні 2007/08 років у груповому раунді команда виступала разом з Окленд Сіті та «АС Ману-Ура», а в фіналі перемогли ФК «Косса» з Соломонових островів, завоювавши свій другий та останній на сьогодні титул переможця Ліги чемпіонів ОФК.
У проміжку між цими двома турнірами, команда виступала на Клубному чемпіонаті світу ФІФА 2007 року в Японії. У стадії плей-оф вони зустрілися з іранським «Сепаханом», який переміг Вайтакере Юнайтед з рахунком 3:1, припинивши таким чином виступи новозеландців на турнірі.
Перед початком Чемпіонату Нової Зеландії з футболу 2008/09 років команда підсилилася найсильнішими футболістами з Океанії, однак, у фіналі національного чемпіонату з рахунком 2:1 поступився Окленд Сіті, який також вибив їх з O-Ліги.
Наприкінці 2008 року, у період між участю в національному чемпіонаті та О-Лізі, він представляв Океанію на Клубному Чемпіонаті світу з футболу 2008 року, їх участь була дуже невдалою, оскільки клуб в попередньому раунді плей-оф поступився австралійській Аделаїді Юнайтед з рахунком 2:1.

### Золотий дубль в НЗФК
У сезоні 2009/10 років клуб знову став на переможний шлях на національному рівні, здобувши перемогу в Чемпіонаті Нової Зеландії з футболу після перемоги у фіналі над Кентербері Юнайтед. Але в Лізі чемпіонів ОФК 2009/10 зазнав несподіваної поразки. Після перемоги у груповому етапі над Окленд Сіті, Мажента і представника Таїті АС Ману Ура, несподівано програв у фіналі Хекарі Юнайтед з Папуа Нової Гвінеї.
В АСБ Прем'єршипі в сезоні 2010/11 років Вайтакере Юнайтед переміг і, таким чином, здобув свій третій національний титул. Проте, результати в O-Лізі були дуже невдалими, команда набрала лише 6 очок і дозволила випередити себе Окленд Сіті.

### Домінування в національному чемпіонаті
2012 рік був ловолі неоднозначним для історії клубу. Вайтакере Юнайтед посів третє місце в регулярному сезоні і виграв свій четвертий титул у «Великому Фіналі» АСБ Прем'єршипу сезону 2011-12 років після перемоги спочатку над Кентербері Юнайтед в півфіналі, а потім і над Тім Веллінгтон в фіналі і, таким чином, забезпечили собі місце в О-Лізі 2013 року. Проте в Лізі чемпіонів ОФК-2012 зазнав неочікуваного удару, потрапивши в групу разом з «АС Тефана», ФК «Мба» та «Мон-Дор». У першому матчі Вайтакере Юнайтед переміг з рахунком 10-0 над «АС Тефана» з Таїті, але через невдачі в деяких матчах команда набрала 12 очок, але цього виявилося не достатньо для того, щоб кваліфікуватися до фіналу (забракло лише одного пункту), тому до фіналу дійшов «АС Тефана».
В сезоні 2012/13 років клуб посів перше місце в регулярній частині чемпіонату, зазнавши лише однієї поразки в цій частині чемпіонату. У півфіналі Вайтакере Юнайтед переміг Хоукіс Бей Юнайтед і в захоплюючому фіналі в овертаймі поступився своєму принциповому супернику, Окленд сіті, який переміг уже в п'ятий раз в Чемпіонаті Нової Зеландії з футболу. Того ж сезону в вирішальному матчі Ліги чемпіонів ОФК 2013 року Вайтакере Юнайтед поступився Окленд Сіті з рахунком 1:2.

### Занепад
У сезоні 2013-14 році у АСБ Прем'єршипі в останній грі клуб здобув путівку до плей-оф, перемігши Кентербері Юнайтед, але розгормно програв у півфіналі за сумою двох матчів з рахунком 8:1 Окленд Сіті. У сезоні 2014/15 року ситуація знову повторилася, Вайтакере Юнайтед поступився своємк принциповому супернику у півфіналі плей-оф.

## Стадіон
З сезону 2009/10 років «Вайтакере Юнайтед» вже почали використовувати стадіон «Фред Тейлор Парк», який може вмістити 10000 уболівальників, які спільно з клубом з Північної ліги ФК «Вайтакере Сіті». Раніше клуб використовував «Трастс Стедіум». З сезону 2015/16 року домашні матчі АСБ Прем'єршипу клуб проводить на стадіоні «Норз Харбур», який вміщує 25 000 уболівальників.

## Досягнення
- АСБ Прем'єршип
  -  Переможець Чемпіоншипу (5): 2008, 2010, 2011, 2012, 2013.
  -  Переможець Прем'єршипу (5): 2007, 2008, 2009, 2011, 2013.
- Кубок Нової Зеландії з футболу
  -  Переможець (1): 2012.
- Ліга чемпіонів ОФК
  -  Переможець (2): 2007 та 2008.
- АСБ Національна Молодіжна Ліга
  -  Переможець (2): 2008, 2011.
- АСБ Фенікс Челендж
  -  Переможець (1): 2010.

## Виступи в Лізі чемпіонів ОФК
| Сезон   | Змагання           | Раунд | Країна               | Клуб             | Рахунок   |
| ------- | ------------------ | ----- | -------------------- | ---------------- | --------- |
| 2007    | Ліга чемпіонів ОФК | Група | Нова Зеландія        | Окленд Сіті      | 2-2, 2-2  |
| 2007    | Ліга чемпіонів ОФК | Група | Нова Каледонія       | АС Мон-Дор       | 6-1, 3-0  |
| 2007    | Ліга чемпіонів ОФК | Фінал | Фіджі                | ФА Мба           | 1-2, 1-0  |
| 2007/08 | Ліга чемпіонів ОФК | Група | Французька Полінезія | АС Ману Ура      | 2-1, 1-1  |
| 2007/08 | Ліга чемпіонів ОФК | Група | Нова Зеландія        | Окленд Сіті      | 1-0, 1-1  |
| 2007/08 | Ліга чемпіонів ОФК | Фінал | Соломонові Острови   | Косса Хоніара    | 1-3, 5-0  |
| 2008/09 | Ліга чемпіонів ОФК | Група | Нова Зеландія        | Окленд Сіті      | 2-2, 1-3  |
| 2008/09 | Ліга чемпіонів ОФК | Група | Вануату              | Порт Віла Шаркс  | 3-0, 3-2  |
| 2009/10 | Ліга чемпіонів ОФК | Група | Нова Зеландія        | Окленд Сіті      | 1-1, 2-2  |
| 2009/10 | Ліга чемпіонів ОФК | Група | Нова Каледонія       | АС Магента       | 4-1, 1-1  |
| 2009/10 | Ліга чемпіонів ОФК | Група | Французька Полінезія | АС Ману Ура      | 2-0, 5-1  |
| 2009/10 | Ліга чемпіонів ОФК | Фінал | Папуа Нова Гвінея    | Хекарі Юнайтед   | 0-3, 2-1  |
| 2010/11 | Ліга чемпіонів ОФК | Група | Нова Зеландія        | Окленд Сіті      | 1-1, 0-1  |
| 2010/11 | Ліга чемпіонів ОФК | Група | Французька Полінезія | АС Тефана        | 3-1, 1-3  |
| 2010/11 | Ліга чемпіонів ОФК | Група | Нова Каледонія       | АС Магента       | 2-1, 1-1  |
| 2011/12 | Ліга чемпіонів ОФК | Група | Французька Полінезія | АС Тефана        | 10-0, 0-3 |
| 2011/12 | Ліга чемпіонів ОФК | Група | Фіджі                | ФА Мба           | 4-0, 2-3  |
| 2011/12 | Ліга чемпіонів ОФК | Група | Нова Каледонія       | АС Мон-Дор       | 4-0, 1-0  |
| 2012/13 | Ліга чемпіонів ОФК | Група | Нова Зеландія        | Окленд Сіті      | 1-3, 1-0  |
| 2012/13 | Ліга чемпіонів ОФК | Група | Французька Полінезія | АС Драгон        | 0-0, 1-0  |
| 2012/13 | Ліга чемпіонів ОФК | Група | Нова Каледонія       | АС Мон-Дор       | 3-1, 3-2  |
| 2012/13 | Ліга чемпіонів ОФК | ПФ    | Вануату              | ФК «Емікейл»     | 2-0, 2-1  |
| 2012/13 | Ліга чемпіонів ОФК | Ф     | Нова Зеландія        | Окленд Сіті      | 1-2       |
| 2013/14 | Ліга чемпіонів ОФК | Група | Французька Полінезія | АС Пірае         | 1-3       |
| 2013/14 | Ліга чемпіонів ОФК | Група | Соломонові Острови   | Соломон Варріорз | 1-1       |
| 2013/14 | Ліга чемпіонів ОФК | Група | Самоа                | ФК «Ківі»        | 2-0       |

## Статистика виступів на Клубних чемпіонатах світу ФІФА
| Клубний чемпіонат світу ФІФА | Клубний чемпіонат світу ФІФА | Клубний чемпіонат світу ФІФА             | Клубний чемпіонат світу ФІФА | Клубний чемпіонат світу ФІФА |
| Рік                          | Раунд                        | Рахунок                                  | Результат                    | Бомбардир                    |
| ---------------------------- | ---------------------------- | ---------------------------------------- | ---------------------------- | ---------------------------- |
| 2007                         | Плей-оф                      | Вайтакере Юнайтед 1 – 3 ФК «Сепахан»     | Поразка                      | Агхілі 74' (а.г.)            |
| 2008                         | Плей-оф                      | Вайтакере Юнайтед 1 – 2 Аделаїда Юнайтед | Поразка                      | Сімен 34'                    |

## Тренери
- Кріс Мілічич (2004–05)
- Стів Кейн (1 липня 2006 – 30 червня 2007)
- Кріс Мілічич (1 липня 2007 – 30 червня 2009)
- Ніл Імблен (1 липня 2009 – 30 червня 2012)
- Пол Маршалл (1 липня 2012 – 30 червня 2013)
- Пол Тімплі та  Браян Шилі (1 липня 2013—2015)
- Кріс Мілічич (2015 – т.ч.)

## Відомі гравці
| - Жефф Кемпбелл (2006—2007, 2008—2009) - Пабло Кардозо (2005) - Шеннон Коул (2005) - Джерард Девіс (2005—2006) - Шон Дуглас (2004—2006) - Деніел Ілінсон (2008) - Марк Ельрік (1996) - Роджер Грей (1990) - Денні Хей (2004—2005, 2006—2009) - Ноа Хайкі (2004—2005) - Єн Хогг (2008) - Кріс Джексон (2005—2006) - Рой Крішна (2008—2009) | - Роніл Кумар (2007—2008) - Салеш Кумар (2005—2006) - Коммінс Менапі (2006—2008) - Аллан Пірс (2004—2005, 2006—2009) - Джонатан Перрі (2007—2009) - Рупіш Пуна (2006—2007) - Аарон Скотт (2008—2009) - Деніел Шефірд (2004—2005) - Джордж Сурі (2006 bis 2007) - Бенджамін Тоторі (2007 bis 2009) - Едвін Тайрелл (2002—2003) - Майкл Уттінг (2006—2007) - Іван Віцеліч (1993—1996) |